# Natt i hamn
Natt i hamn är en svensk dramafilm från 1943 i regi av Hampe Faustman. I huvudrollerna ses Sigurd Wallén, Birgit Tengroth, Alf Kjellin och Holger Löwenadler.

## Om filmen
Filmen premiärvisades den 27 september 1943 på biograf Skandia i Stockholm och Uppsala. Inspelningen skedde med ateljéfilmning i Filmstaden i Råsunda med exteriörer från Stockholm av Gunnar Fischer. Filmen var Faustmans debutfilm som regissör.  
Natt i hamn har visats vid ett flertal tillfällen i SVT, första gången 1977.

## Rollista i urval
- Sigurd Wallén – "Canada" Eriksson, timmerman på S.S. Rune
- Birgit Tengroth – Maria, arbetslös
- Alf Kjellin – Arnold, lättmatros på S.S. Rune
- Sigge Fürst – "Biggen", matros på S.S. Rune
- Holger Löwenadler – Mårten, ledare för en sabotageliga
- Linnéa Hillberg – Jenny Eriksson, Canadas fru
- Rune Halvarsson – Jim, lättmatros på S.S. Rune
- Bengt Ekerot – John, jungman på S.S. Rune
- Gunnar Björnstrand – Sven Eriksson, kallad Lillen, Canadas son, medlem i sabotageliga
- Carl Ström – kapten på S.S. Rune
- Tore Thorén – Kurt, matros på S.S. Rune
- Torsten Lilliecrona – "Pajen", medlem i sabotageliga
- Helge Mauritz – förste styrman
- Nils Nordståhl – andre styrman
- Werner Ohlson – steward
- Axel Isaksson – hamnpolis
- Karl Erik Flens – kock
- Robert Ryberg – rederirepresentant

## Musik i filmen
- Oh! Susanna, kompositör och text Stephen C. Foster, instrumental.
- Meet the Sun Halfway, kompositör James V. Monaco text Johnny Burke, instrumental.
- To You, Sweetheart, Aloha, kompositör och text Harry Owens
- Då - då - då, kompositör Jules Sylvain text Sven Paddock, instrumental.
- Zigenare, låt violinen sjunga, kompositör Jules Sylvain text Martin Erix, instrumental.
- Ständchen/Serenad, kompositör Franz Schubert text Ludwig Rellstab, instrumental.
- Munspelsvals (Karlsson), kompositör Verner Karlsson, instrumental.